# Northern Lights Cathedral
Catedral da Aurora Boreal - Igreja de Alta (em norueguês: Nordlyskatedralen - Alta Kirke) é uma igreja paroquial da Igreja da Noruega no município de Alta, condado de Finnmark . O edifício fica localizado no centro da cidade de Alta. É a igreja principal da paróquia de Alta, bem como a sede do Alta prosti (decanato) na Diocese de Nord-Hålogaland . A igreja moderna foi construída em estilo circular em 2013, usando plantas elaboradas pelo escritório de arquitetura LINK arkitektur [LINK arkitektur] em colaboração com Schmidt Hammer Lassen Architects . A igreja tem capacidade para cerca de 350 pessoas.  Antes da inauguração desta igreja, a igreja principal da paróquia local era a histórica Igreja de Alta.

#### Design
1. ↑  «Nordlyskatedralen Alta kirke». Kirkesøk: Kirkebyggdatabasen. Consultado em 15 de maio de 2018
2. ↑  «Oversikt over Nåværende Kirker» (em norueguês). KirkeKonsulenten.no. Consultado em 15 de maio de 2018